# هادی یحیی
هادی یحیی (انگلیسی: Hadi Yahya؛ زادهٔ ۳ آوریل ۱۹۹۰) یک ورزشکار اهل عربستان سعودی است.
از باشگاه‌هایی که در آن بازی کرده‌است می‌توان به باشگاه فوتبال الشباب عربستان سعودی، باشگاه فوتبال الرائد عربستان سعودی، و باشگاه فوتبال الفیصلی عربستان سعودی اشاره کرد.